# ダニ・ゴメス
ダニ・ゴメス（Dani Gómez）こと、ダニエル・ゴメス・アルコン（Daniel Gómez Alcón ,  1998年7月30日 - ）は、スペイン・マドリード州アルコルコン出身のサッカー選手。レアル・サラゴサ所属。ポジションはFW。

## クラブ経歴
2009年に地元のADアルコルコンのカンテラに入団。2011年にレアル・マドリードのカンテラに入団。2017年に傘下のレアル・マドリード・カスティージャに昇格。8月19日のCFラージョ・マハダオンダ戦でプロデビュー。以降Bチームのストライカーに君臨するも、トップチーム昇格までには至らず。
2019年7月15日、CDテネリフェへの1年間のローン移籍が発表。2019-20シーズンはセグンダ・ディビシオンで38試合9ゴールを記録し、評価を高めた。
2020年7月31日、レバンテUDと5年契約を締結したことが発表された。